# たかしお (潜水艦・初代)
たかしお（ローマ字：JS Takashio, SS-571、ATSS-8004）は、海上自衛隊の潜水艦。うずしお型潜水艦の6番艦。艦名は高潮から由来する。なお、艦艇名としては旧海軍通して初の命名である。（ただし、建造はされなかった改⑤計画における改夕雲型駆逐艦の計画艦の予定艦名に高潮（たかしお）がある。）

## 艦歴
「たかしお」は、第4次防衛力整備計画に基づく昭和47年度計画潜水艦8086号艦として、三菱重工業神戸造船所で1973年7月6日に起工され、1975年6月30日に進水、1976年1月30日に就役し、第1潜水隊群第5潜水隊に編入された。
1978年3月7日、第1潜水隊群隷下に第6潜水隊が新編され、同日就役の「やえしお」とともに編入された。
1979年8月18日から11月16日までの間、ハワイ派遣訓練に参加。
1984年1月18日から4月19日までの間、ハワイ派遣訓練に参加。
1992年7月6日、特務潜水艦に種別変更され、艦籍番号がATSS-8004に変更、第1潜水隊群直轄艦となる。
1995年7月26日、除籍。19年間の艦歴において、総航程は286,966.4哩、潜航回数は2,045回にのぼった。